# Can Quim (Banyoles)
Can Quim és una obra de Banyoles (Pla de l'Estany) inclosa a l'Inventari del Patrimoni Arquitectònic de Catalunya.

## Descripció
Edificació de planta rectangular amb cossos annexes. La teulada s'estructura a dues vessants i és acabada amb teula àrab. Les parets són de pedra irregular i presenten la porta principal amb arc rebaixat. Les finestres més antigues són emmarcades amb carreus. Els sostres són fets amb cairats. A la façana est hi ha un gran arc de mig punt tapiat, que hauria format una antic porxo.

## Història
L'edificació actual conforma dues masies independents deshabitades.